# 日本国宝刀剑列表

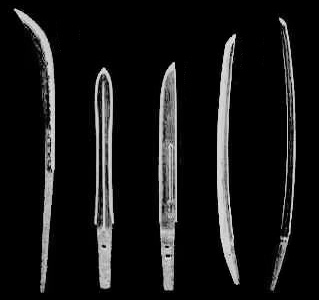
从左到右：薙刀、日本剑、短刀、日本刀和太刀（图片中未按比例展示）

日本国宝刀剑列表收录日本自1951年以后依照《文化財保護法》指定为国宝的刀剑和刀装工艺品。这些工艺品大多存放于寺庙、神社、博物馆或者由私人收藏。

## 历史
自1897年以来，日本一直使用“国宝”一词来表示日本国内所有特别杰出的文化财产，尽管自这个词引入以来，其定义和标准发生了变化。根据1951年6月9日生效的《文化财保护法》，列表中的刀剑和刀装符合目前的定义，并已被指定为国宝。这些国宝或者重要文化财是由日本文部科学省根据其“特别高的历史价值或艺术价值”而选定的。该列表列出了从古代到封建日本的110把刀剑和12具刀装，年代跨度从古坟时代到室町时代。这些物品被安置在佛教寺庙、神社、博物馆或由私人收藏。东京国立博物馆收藏的这些国宝数量最多，122件国宝中有20件在此处。
在约公元前300年至公元300年的弥生时代，铁器和武器，如刀、斧、剑或矛，从中国经由朝鲜半岛传入日本。在这之后不久，来自中国、朝鲜以至于最后有来自日本本土的制铁工匠都开始在日本本地生产铁器。这一时期在日本本土锻造的刀剑都有模仿中式刀剑的痕迹，刀剑身都一般是直的，且回火工艺还不完善。这些刀剑被从腰间斜挎着佩戴，很可能被用作刺伤和砍伤敌方的武器。从功能上讲，将它们定义为刺杀而不是砍杀武器通常会更准确。之后在大和、山阴和陆奥等地逐渐发展出了一个个制剑中心，各流派工匠在那里锻造了各种各样的日式刀剑，如日本剑、刀子以及大刀等。扁平双刃的“平作”剑起源于古坟时代，也正是在古坟时代中期前后，日式刀剑由突刺武器演变为挥砍武器。根据8世纪的《日本书纪》和《古事记》记载，“上古刀”也是宗教物品。事实上，日本传说三神器之一就是一把剑。早期日本刀剑常被于古墓中发现或者作为神道教神社或佛教寺庙中供奉的珍宝而流传下来。由于铁易在潮湿环境下被氧化腐蚀，上古刀存世较少。
在很长的一段时间内，日式刀风格从笔直的上古刀或者直刀逐渐演变为锻造过程中有意弯曲的、更为精致的日本刀，然而这一过渡时期的刀剑现存很少。自上追溯到公元8世纪的正仓院所藏刀剑以及“小乌丸”都可以看出刻意制作的弯曲的刀身。伯耆国的安纲所锻造的弯刀被认为属于质量上乘品，此后的风格变化很小。他的作品被认为是“古刀时代”的开始，该时期一直持续到公元1596年，期间诞生了最著名的日本刀匠。根据消息来源，安纲可能生活在大同年间（806-809年）；或者更可能是与三条宗近同时代的人，活跃于永延年间（987-988年）。随着马匹（941年后）进入战场，刀身形状的变化也随之增加，从中可以看出，此时用弯刀扫荡的砍击方式比传统步兵所用的突刺方式更有杀伤力。赋予刀身刻意的弧度是一项技术挑战，这需要在锻造刀剑时不断逆转锤打刀刃，使其发生的自然弯曲。沿着刀刃的镐线进行加工是刀剑锻造中必不可少的工序。平安时代的各种军事冲突有助于完善刀剑锻造技术，并导致各锻造流派在日本全境内百家齐放。这些锻造工匠通常都居住在靠近行政中心的地方，因为那里对刀剑的需求量很大，而且也很容易获得矿石、木炭和水。最初，这些工匠并不属于任何流派或传统。大约在平安时代中后期，某些地区中心发展出独特的工艺风格。这些流派或锻造传统中最著名的是“五箇傳”（五箇伝，意思是五大锻造流派），每一流派都产生独特的工艺风格，并依各自所在的令制国被称为山城传、大和传、备前传、相州传以及美浓传。五箇传下各流派锻造工坊生产出的古刀约占总数的80%。各刀剑锻造流派之下都有许多的分支派系。平安时代末期，爱好剑术的后鸟羽天皇召集了山城传粟田口派的久国、备前传一文字派的信房等刀匠到他的宫中锻造刀剑。这些铁匠被称为“御番锻冶”（轮流为皇家锻造刀剑的工匠制度），被认为是他们那个时代最优秀的刀剑工匠。后鸟羽天皇在粟田口、久国以及一文字信房等流派中选择工匠合作进行自己专属的刀剑锻造活动。镰仓时代初期出现的太刀具有精心制作的茎和优雅端庄的整体造型。而同一时期制作的短刀呈现出轻微向外弯曲的造型。
大约在镰仓时代中期，武士阶层达到了鼎盛时期。因此，刀剑锻造在日本许多地方蓬勃发展。历经1274年和1281年的蒙古入侵之后，刀剑锻造工匠们开始致力于生产更坚固的刀剑，以刺穿入侵者的重甲。为了实现这一目标，太刀变得更宽、更厚，并有一条笔直的锻造线。随着镰仓时代末期来自蒙古的威胁消散，这种发展趋势发生了部分逆转，刀身比镰仓时代中期的更长、造型更端庄。然而，来国俊、来国光、长船长光和长船景光等继续锻造出平安后期镰仓初期的优雅风格的刀剑。这些剑特别受京都贵族的欢迎。镰仓时代后期，短刀的产量大幅增加。大师级的短刀制作者包括粟田口吉光、来国俊、新藤五国光、长船景光、则重和左文字。薙刀作为镰仓时代后期的新兵器出现。南北朝时期，南朝与北朝间持续长达60年的权力斗争引发了对刀剑的巨大需求。在南北朝时期，镰仓时代的太刀的特点进一步延续，其造型愈加华丽且刀身和尖的长度都在不断增加。通常这些太刀的刀身都很宽，且厚度很薄。在这一时期，短刀的尺寸也发展到了30—43（12—17英寸），称为小胁差或寸延短刀。而此时期的短刀比镰仓时代的短刀更短。同一时期也发展出了比太刀更巨大的刀具如“背负太刀”、野太刀以及刀刃长120—150（47—59英寸）的大太刀。战国时代（1467年起）日本封建领主内战，对刀剑需求巨大，刀剑锻造工匠们不再自行精炼钢材，导致了低质量刀剑被大量生产出来。自此以后就不再有国宝级刀剑工艺品被评定收录。

## 统计数字

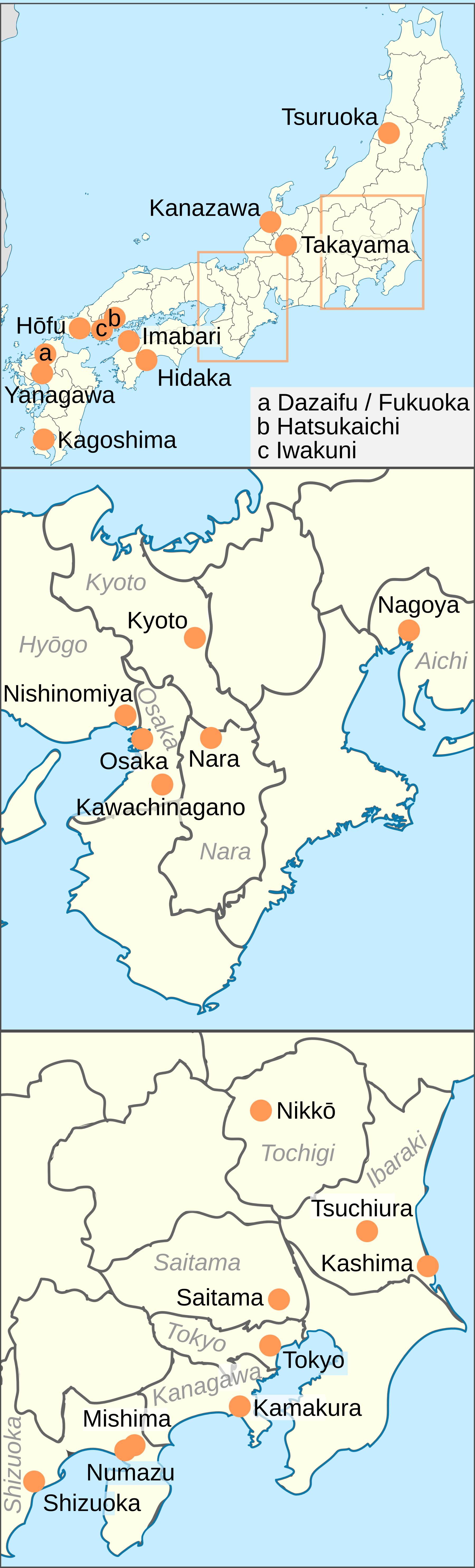
日本国宝刀剑的现存位置

| 所在都道府县 | 所在市町村 | 国宝数量 |
| ------------ | ---------- | -------- |
| 爱知         | 名古屋     | 8        |
| 爱媛         | 今治       | 3        |
| 福冈         | 太宰府     | 1        |
| 福冈         | 福冈       | 2        |
| 福冈         | 柳川       | 1        |
| 岐阜         | 高山       | 1        |
| 广岛         | 甘日市     | 2        |
| 广岛         | 私人收藏   | 5        |
| 兵库         | 西宫       | 2        |
| 茨城         | 鹿岛       | 1        |
| 茨城         | 土浦       | 1        |
| 石川         | 金泽       | 1        |
| 鹿儿岛       | 鹿儿岛     | 1        |
| 神奈川       | 镰仓       | 1        |
| 高知         | 日高       | 1        |
| 京都         | 京都       | 3        |
| 奈良         | 奈良       | 6        |
| 冈山         | 冈山       | 3        |
| 冈山         | 私人收藏   | 1        |
| 大阪         | 大阪       | 3        |
| 大阪         | 私人收藏   | 9        |
| 埼玉         | 埼玉       | 2        |
| 静冈         | 沼津       | 1        |
| 静冈         | 三岛       | 1        |
| 静冈         | 私人收藏   | 2        |
| 静冈         | 静冈       | 1        |
| 栃木         | 日光       | 4        |
| 东京         | 私人收藏   | 12       |
| 东京         | 东京       | 39       |
| 山形         | 鹤冈       | 2        |
| 山口         | 防府       | 1        |
| 山口         | 岩国       | 1        |

| 时期划分   | 国宝数量 |
| ---------- | -------- |
| 古坟时代   | 1        |
| 飞鸟时代   | 2        |
| 平安时代   | 19       |
| 镰仓时代   | 86       |
| 南北朝时代 | 13       |
| 室町时代   | 1        |

1. 1 2  包含刀剑和刀装

## 表头说明
该表的列（备注和设计以及材料列除外）可按箭头符号进行排序。下面概述了表中包含的内容以及排序的工作原理。并非所有表都具有以下所有列。
- 类型/名称：刀剑或刀装的类型以及名字（如果有的话），在《享保名物帐（日语：享保名物帳）》[j 3]中被称作“名物”的刀剑用黄色标记
- 铭文：对于有铭文的刀剑，本列记载其铭文内容，否则记录为“无铭文”
- 工匠：铸剑师的名字；如果适用，也会包括流派的名称；著名刀匠正宗的十个弟子被称为“正宗十哲”，用绿色标记；被传唤到宫廷的进行锻造工作的“御番鍛冶”匠人们，用蓝色标记
- 备注：附加资料，例如著名的拥有者或其刀身的刀反
- 时代：刀剑或刀装的制作时期或者年份，表中所列项按年份排序。如果条目只能追溯到一个时间段，则按该时间段的开始年份进行排序
- 长度：刀剑从刻痕到剑尖的距离
- 现在的位置：刀剑或者刀装现在收藏存放的地点“县名，市名，寺庙/博物馆/神社名或者私人收藏”；表中所列项按“县名，市名，寺庙/博物馆/神社名”排序

| # | 名物         |
| * | 正宗十哲之一 |
| ^ | 御番鍛冶之一 |

## 国宝

### 上古刀

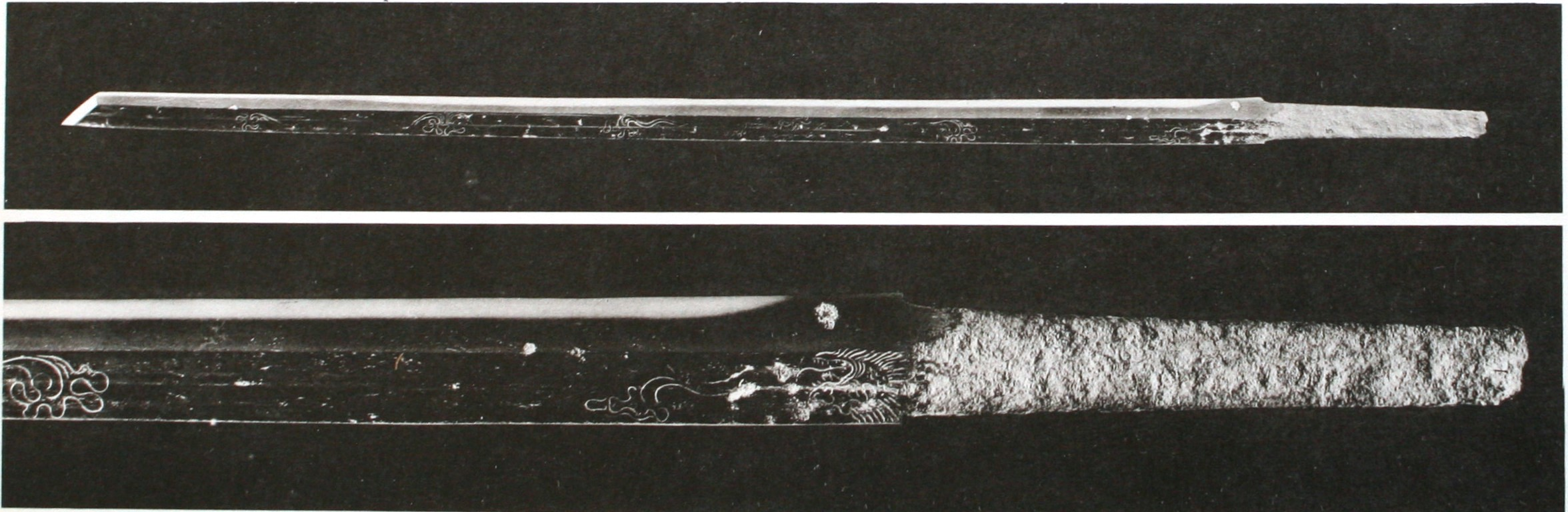
七星剑

寺庙和神社中流传下来的四把古代直刀和一把日本剑被指定为国宝工艺品。正仓院中保存了自8世纪以来的包括著名的“小乌丸”的55把刀剑和其他武器，然而这些宝物属于天皇家族的财产，由宫内厅管理，未被算作国宝。
| 名称                                             | 备注 | 时代            | 类型   | 长度              | 现存位置                                                          |
| ------------------------------------------------ | --- | --------------- | ------ | ----------------- | ----------------------------------------------------------------- |
| 金铜装环头大刀拵（）                             | 双刃剑，据说是日本世代相传的最古老的物品，由日下部氏供奉给国常立尊，供奉为小村神社的神体，重527克（18.6盎司），剑柄长7.5（3.0英寸），剑鞘长92.1（36.3英寸）            | 古坟时代晚期    | 直刀   | 68.4（26.9英寸）  | 高知县日高村小村神社                                              |
| 七星剑（）                                       | 这把剑镶嵌着金色的云朵和七颗星星，组成了北斗七星。根据四天王寺的一份文件记载，这把剑曾属于圣德太子。被认为是直接自中国传入。                                           | 飞鸟时代，7世纪 | 直刀   | 62.1（24.4英寸）  | 大阪府四天王寺                                                    |
| 丙子椒林剑（）                                   | 这把剑上有镶金铭文：丙子椒林（），据推测它代表丙子（干支之一）年制作，而作者的名字则是椒林。根据四天王寺的一份文件记载，这把剑曾属于圣德太子，被认为是直接自中国传入。 | 飞鸟时代        | 直刀   | 65.8（25.9英寸）  | 大阪府四天王寺                                                    |
| 直刀（或称布都御魂剑（））以及黑漆平文大刀拵（） | 据传是神武天皇创建日本国时所用的传奇宝剑 | 平安时代早期    | 直刀   | 223.5（88.0英寸） | 茨城县，鹿嶋市，鹿岛神宫                                          |
| 剑 无铭（）                                      | 手柄为佛教仪式用具三钴杵造型；是仅用于仪式用途的双刃剑 | 平安时代早期    | 日本剑 | 62.3（24.5英寸）  | 保管者：京都府京都市京都国立博物馆 所有者：大阪府河内长野市金刚寺 |

### 古刀
10世纪末至1596年之间，共有太刀（61把）、短刀（26把）、武士刀（11把）、大太刀（3把）、薙刀（2把）、日本剑（1把）以及小太刀（1把）等105把刀剑被列为国宝。这些国宝主要来自“五个传”中的四个：大和（5把）、山城（19把）、相模（19把）、备前（45把）；其他的来自越中国（3把）、备中国（5把）、伯耆国（2把）和西海道（7把）。

#### 大和国

古刀时期的刀剑锻造中心分布。五畿用红色标记。

大和国是五畿七道中最古老的，早在4世纪就随着中国大陆铁工技术的引进而发展起来。根据传说，铁匠天国铸造了日本第一把带有弧度的单刃长刀（太刀），时间大约在公元700年左右。尽管没有确切的记载，但日本最早的刀剑可能是在令制大和国铸造的。在奈良时代，许多优秀的铁匠生活在首都奈良市周围。平安时代初京都成为首都后，这些工匠随之搬到了京都。但在镰仓时代，以奈良为中心的各个制刀流派崛起。当僧兵需要武器来武装时，大约1200名铁匠再次聚集在奈良。因此，大和国与奈良僧兵密切相关。大和传制刀剑的外观特点为：华表反，镐线较高，以及稍微延伸的切先。刀的地肌主要是柾目肌，刃纹是直刃，带有粗糙的沸，帽子则是小丸。一般来说，大和国制刀（大和传）的风格被认为是内敛、保守和静态的。大和国的五个主要制刀流派或分支（大和五派）有：千手院派、尻懸派、当麻派、手掻派和保昌派。这五个流派中有四个流派尚存有国宝刀剑流传于世。
| 名称                | 铭文                                               | 工匠           | 备注                                                                  | 时代                              | 长度             | 现在的位置               |
| ------------------- | -------------------------------------------------- | -------------- | --------------------------------------------------------------------- | --------------------------------- | ---------------- | ------------------------ |
| 太刀                | 国行（）                                           | 当麻国行（）   | 当麻流创始人国行所制作的刀，由阿部家族流传下来，刀反：1.5（0.59英寸） | 镰仓时代，正应年间（1288-1293年） | 69.7（27.4英寸） | 东京日本工艺刀剑保护协会 |
| 太刀                | 延吉（）                                           | 千手院长吉（） | 以前是后水尾天皇的物品，刀反：2.8（1.1英寸）                          | 镰仓时代，文保年间（1317-1319年） | 73.5（28.9英寸） | 东京日本工艺刀剑保护协会 |
| 太刀                | 包永（）                                           | 手搔包永（）   | 包永分流创始人制作的刀                                                | 镰仓时代，正应年间（1288-1293年） | 71.2（28.0英寸） | 东京都东京               |
| 大太刀              | 贞治五年丙午千手院长吉（）                         | 千手院长吉（） | 刀反：4.9（1.9英寸）                                                  | 南北朝时代，1366年                | 136（54英寸）    | 爱媛县今治市大山祇神社   |
| 短刀，桑山保昌（）# | 高市□住金吾藤贞吉（），□亨〈二二〉年十月十八日（） | 保昌贞吉（）   | —                                                                     | 镰仓时代，文保年间（1317-1319年） | —                | 大阪府私人收藏（松本高） |

#### 山城国
山城国各锻刀流派以山城国的首都京都为中心，那里对刀剑的需求量很大。三条宗近（生于约987年）是这一派的先驱，也是最早在京都锻刀的匠人。山城传有多个流派分支，分别是三条派、栗田口派、綾小路派、来派、信國、長谷部、二条以及平安城等。
山城传锻工的刀剑打造风格是华表反、身幅较小、稍大的重、踏张和小切先。刀的地肌是密集的小颗粒板目肌，而刃纹是沸上直刃，或小颗粒沸。

##### 三条、绫小路和长谷部派
三条派以京都的一条街道命名，由三条宗近于公元1000年左右创建，是山城传最古老的流派。在镰仓时代初期，该派是日本最先进的锻刀流派。三条宗近的作品，连同来自伯耆国的安纲的作品，包括一些最古老的日本弯刃刀剑，标志着古刀时代的开始。三条派的刀造型特点是上部比底部窄得多，小切先，华表反或较深的腰反。地肌使用优质钢材，具有丰富的地沸和地景，小杢目肌混合波浪形大肌。刃纹明亮，其上覆盖着厚厚的匂，直刃混合细小的丁子乱刃，働沿着刃纹出现。
绫小路派得名于京都铁匠定利居住的一条街道，该派可能是三条派的一个分支。绫小路太刀身形细长，小切先，地肌使用软质地铁，小杢目肌混合柾目肌，有着丰富的地沸、汤走以及地景。刃纹为细小的丁子乱刃，沸以及働。
山城传后来的一个分支是长谷部派，该派活跃于南北朝时代和室町时代早期。该派是由来自大和国的长谷部国成创立的。他曾前往相模国，成为正宗十大弟子之一，最终前往京都创办长谷部派。改派作品的造型特点是较宽的身幅、较薄的重以及较浅的反。地肌是细腻的板目肌和柾目肌，地景以及大量地沸的混合。刃纹的宽度不规则，下部窄小纹，上部宽大纹，表面有许多飞烧和皆烧，还有一些粗糙的沸。
| 类型/名称                   | 铭文     | 工匠            | 备注                                                                                        | 时代                | 长度             | 现在的位置                   |
| --------------------------- | -------- | --------------- | ------------------------------------------------------------------------------------------- | ------------------- | ---------------- | ---------------------------- |
| 太刀，新月刀三日月宗近（）# | 三条（） | 三条宗近（）    | 天下五剑之一，名曰“三日月”，是日本德川家族丰臣秀吉大仁的德川秀忠，刀反：2.7（1.1英寸）      | 10-11世纪的平安时代 | 80（31英寸）     | 东京都东京国立博物馆         |
| 太刀                        | 定利（） | 绫小路定利（）  | 阿部家族于1663年传下，当时的德川家纲将其交给岩槻城的城主阿部正邦，刀身刀反：3.0（1.2英寸）  | 镰仓时代，13世纪    | 78.8（31.0英寸） | 东京都东京国立博物馆         |
| 武士刀，压切（）#           | 无铭文   | 长谷部国重（）* | 由黑田氏所有，由本阿弥光德（）镶嵌的金字铭文：长谷部国重本阿（花押），刀反：0.9（0.35英寸） | 13世纪30年代        | 64.8（25.5英寸） | 福冈县，福冈市，福冈市博物馆 |

##### 粟田口派

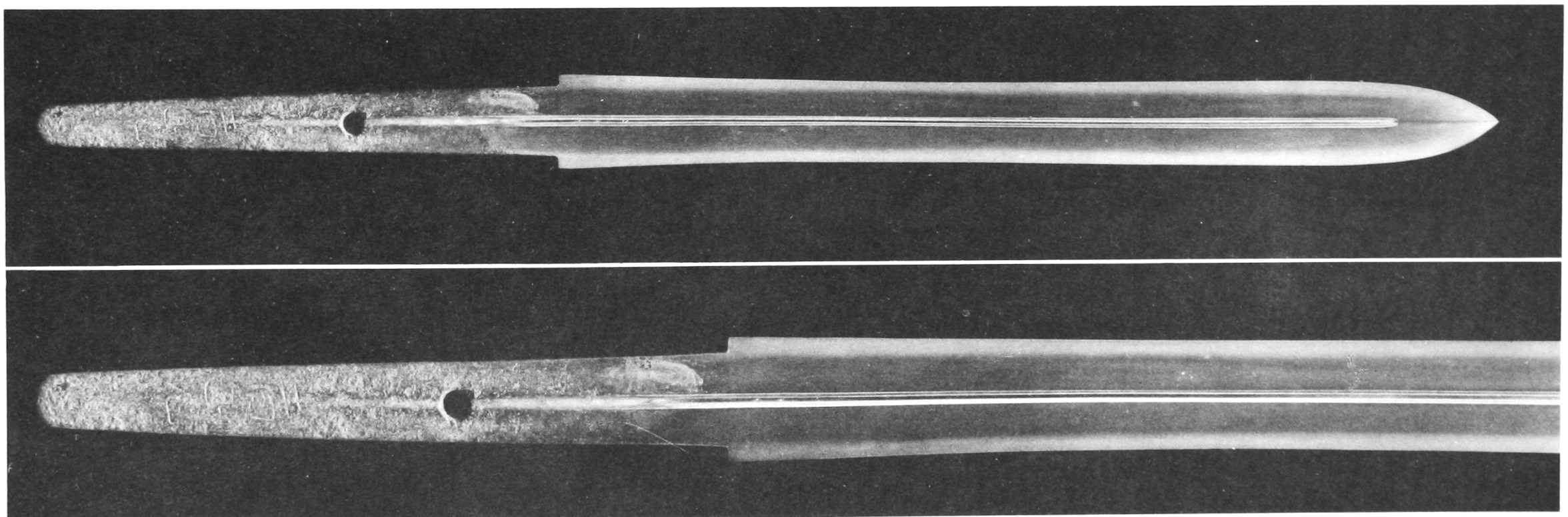
藤四郎吉光所制的日本剑

位于京都粟田口地区的粟田口派在镰仓时代早期和中期非常活跃。该派领导者是国友，以及日本最著名刀匠之一的藤四郎吉光。吉光是粟田口派最后一位重要的铁匠，该派最终被来派所取代，成为山城国最重要的锻造流派。
该派的作品特点是在栋附近有护摩箸，茎细而长，并且使用两字的铭文。栗田口派刀姿在镰仓时代早期与三条派相似，而到了镰仓时代中期则逐渐变为较宽身幅并采用猪首切先。短刀则采用常规尺寸，并带有轻微的内反。地肌为上乘的梨地肌、密集小颗粒的杢目肌以及地景的混合，隐约有汤走显现，地遍布厚实的沸。刃纹为直刃混合小的丁子乱刃。
| 类别/名称             | 铭文     | 工匠       | 备注 | 时代                   | 长度             | 现在的位置                                                      |
| --------------------- | -------- | ---------- | --- | ---------------------- | ---------------- | --------------------------------------------------------------- |
| 短刀，厚藤四郎（）#   | 吉光（） | 藤四郎吉光 | 名字指的是刀刃异乎寻常的厚度，通过足利氏将军传下来，由丰臣秀次、丰臣秀吉和毛利辉元等人所拥有，由毛利氏赠送给德川家康。                   | 镰仓时期，13世纪       | 21.8（8.6英寸）  | 东京都东京国立博物馆                                            |
| 短刀，后藤藤四郎（）# | 吉光（） | 藤四郎吉光 | 以前属于后藤氏 | 镰仓时期，13世纪       | 27.6（10.9英寸） | 爱知县名古屋市德川美术馆                                        |
| 短刀                  | 吉光（） | 藤四郎吉光 | 以前是立花氏的财产 | 镰仓时期               | 23.2（9.1英寸）  | 福冈县柳川市御花博物馆                                          |
| 剑，白山吉光          | 吉光（） | 藤四郎吉光 | 这把刀是德川家光养女清泰院大姬与前田光高结婚时的嫁妆，前田死后一年，其子前田纲纪将这把刀献给了白山比咩神社，以祈求清泰院大姬来世的幸福。 | 镰仓时期               | 22.9（9.0英寸）  | 保管者：石川县金泽市石川县艺术博物馆 所有者：白山市白山比咩神社 |
| 太刀                  | 久国（） | 久国（）   | 刀反：3（1.2英寸），对接宽度：2.7（1.1英寸）                                                                                             | 镰仓时期，13世纪上半叶 | 80.4（31.7英寸） | 东京都文化厅                                                    |
| 太刀                  | 则国（） | 则国（）   | 刀反：2.1（0.83英寸） | 镰仓时期，13世纪       | 74.7（29.4英寸） | 京都府京都国立博物馆                                            |

##### 来派
从镰仓时代中期至南北朝时代，来派一直活跃于山城国。该派承继自粟田口派，并最终成长为山城传最重要的锻刀流派。该派由来国行或其父来国吉于13世纪创立。来派得名自该派工匠习惯于在自己作品的铭文上加个“来”字。该派作品有着相州传后期的特征，尤其是来国次的作品。
来派作品的造型与平安末期到镰仓时代早期的风格相似，做工既有温和优雅，又有宏伟雄厚。从来国光开始，改派作品的切先变得更大，地肌是颗粒细小的杢目肌，其上带有密集的地沸、汤走和地景。地铁的品质略逊于栗田口派，刃纹为带有丁子乱刃的直刃。
| 类别/名称             | 铭文           | 工匠         | 备注 | 时代             | 长度             | 现在的位置                       |
| --------------------- | -------------- | ------------ | --- | ---------------- | ---------------- | -------------------------------- |
| 太刀，明石国行        | 国行（）       | 来国行       | 刀由来派的创始人制作，在播磨国明石藩的松平氏领主手中流传下来，刀反3.0（1.2英寸）                           | 镰仓时代中期     | 76.5（30.1英寸） | 东京日本工艺刀剑保护协会         |
| 太刀                  | 来国俊（）     | 来国俊       | — | 镰仓时代         | —                | 东京都私人收藏                   |
| 短刀                  | 来国俊（）     | 来国俊       | 内反 | 镰仓时代，1316年 | 25.1（9.9英寸）  | 爱知名古屋热田神宫               |
| 短刀                  | 来国俊（）     | 来国俊       | — | 镰仓时代         | —                | 兵库县西宫市黑川古文化研究所（） |
| 小太刀                | 来国俊（）     | 来国俊       | 刀反：1.67厘米（0.66英寸）                                                                                 | 镰仓时代         | 54.4（21.4英寸） | 栃木縣日光市日光二荒山神社       |
| 太刀                  | 来国光（）     | 来国光       | 传承于松平氏，在大阪之役中被松平忠明使用，后来被三菱的创始人岩崎家族所拥有，然后被山县有朋和明治天皇所收藏 | 镰仓时代，14世纪 | 80.7（31.8英寸） | 福冈县太宰府市九州国立博物馆     |
| 太刀                  | 来国光（）     | 来国光       | 由德川家达赠送给当时的太子，后来的大正天皇，刀反极高达到3.5（1.4英寸）                                     | 镰仓时代，1327年 | 79.1（31.1英寸） | 东京都东京国立博物馆             |
| 太刀                  | 来孙太郎作（） | 来孙太郎（） | — | 镰仓时代，1292年 | 77.3（30.4英寸） | 爱知县名古屋市德川美术馆         |
| 短刀，有乐来国光（）# | 来国光（）     | 来国光       | 织田长益（也被称为“有乐斋”）从丰臣秀赖那里得到这把刀，后来传给了前田氏                                     | 镰仓时代         | 27.6（10.9英寸） | 静冈私人收藏                     |
| 短刀                  | 来国次（）     | 来国次（）*  | — | 镰仓时代，14世纪 | 32.7（12.9英寸） | 东京都私人收藏                   |

#### 相模国

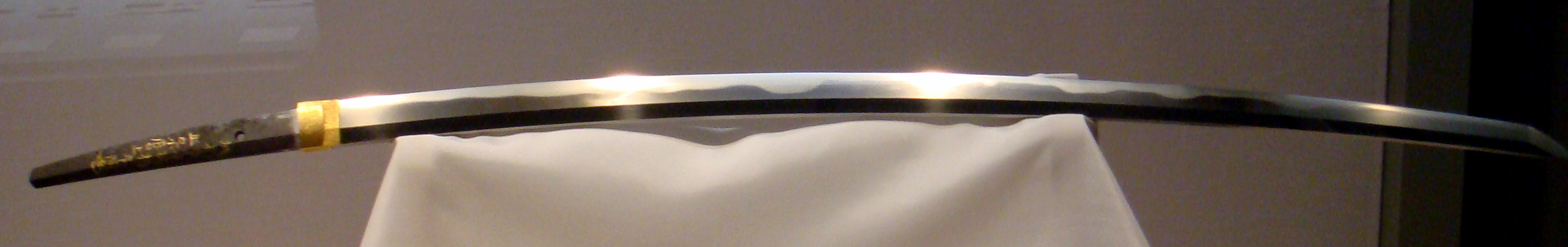
正宗所制武士刀，用金镶嵌的铭文城和泉守所持 (城和泉守所持)

相模国的相州传刀剑锻造起源于源赖朝在镰仓幕府的资助下于1185年在相模国的镰仓建立。虽然铸剑的条件并不优越，但浓厚的军事氛围和对刀剑的高需求帮助了此地锻造流派的建立。该流派被认为起源于1249年，当时来自山城传的栗田口国纲为北条时赖打造了一把太刀。该派的创始人是一文字助真和新藤五国光，两人都来自备前传。蒙古入侵后，相州传的刀逐渐盛行。该派特点是大量锻造短刀，但也锻造太刀和武士刀。改派作品，除了更宽更短的所谓“庖丁”之外，短刀的长度大约在24—28（9.4—11.0英寸），直刃或轻微的内反。

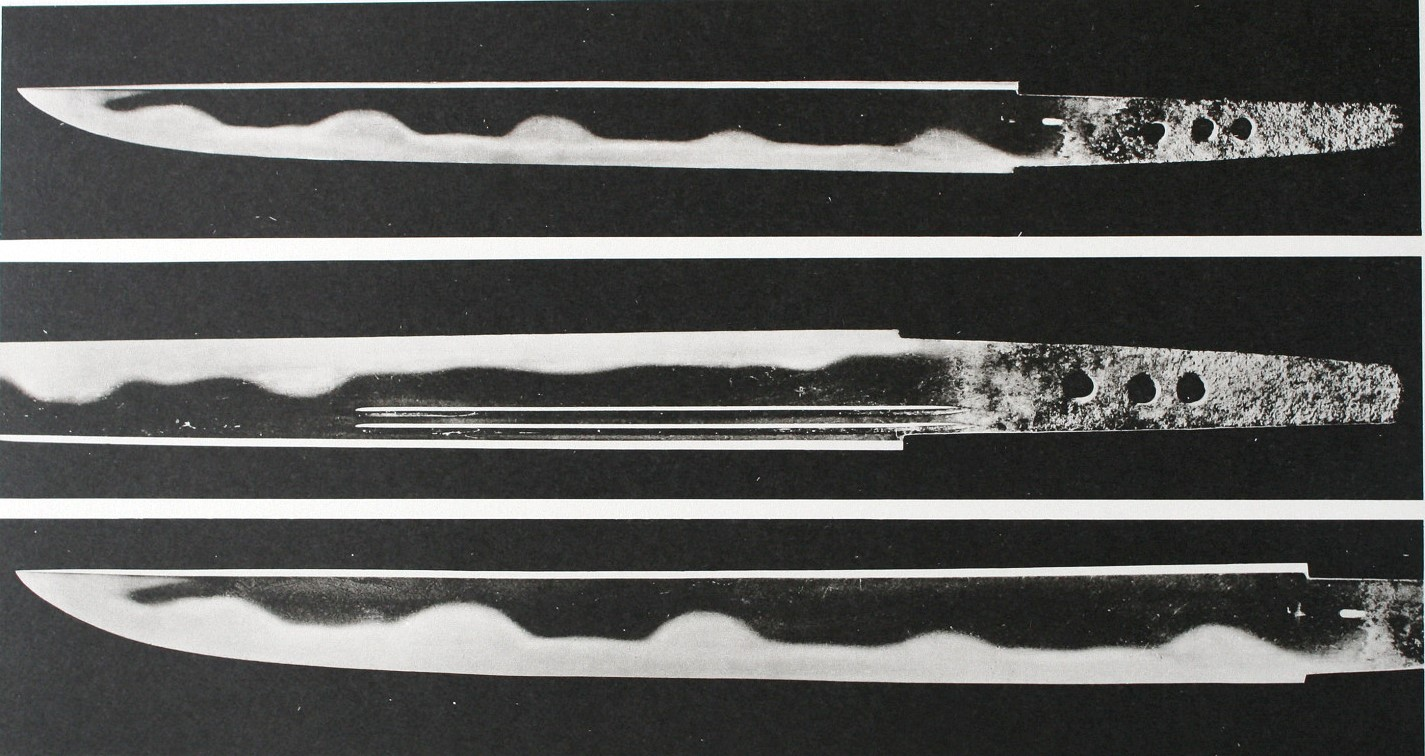
短刀，也称日向正宗

在早期的相模传中，从镰仓时代后期到南北时代初期，工匠们的目标是生产出展现出光彩和韧性的刀，并融合了备前和山城传的一些最佳特征。粟田口国纲的儿子新藤五国光的新藤五乱刃被认为是真正意义上的第一把相州传刀。新藤五国光是行光以及被公认为日本最伟大的刀剑锻造工匠正宗的老师。与正宗对作品相比，国光和贞宗的作品较为朴素，都是早期相州传中最具代表性大工匠。相州传制作刀姿的特点是较浅的华表反，身幅较宽，刀重较厚并采用中切先或者大切先。地肌则主要是带有地沸和地景的板目肌，而刃纹则有互目、乱刃以及皆烧等。在刃纹中经常可见沸、砂流以及金筋。
| 类别/名称             | 铭文     | 工匠               | 备注 | 时代                                                | 长度             | 现在的位置                   |
| --------------------- | -------- | ------------------ | --- | --------------------------------------------------- | ---------------- | ---------------------------- |
| 短刀                  | 行光（） | 行光（）           | 原由加贺前田氏所收藏；此刀展现出来的是上承自行光的老师国光所典型的直刃，下启其弟子正宗所擅长对乱刃，两者中间的风格。                | 镰仓时代，14世纪                                    | 26.2（10.3英寸） | 东京都东京国立博物馆         |
| 短刀                  | 国光（） | 新藤五国光         | — | 镰仓时代，永仁至正和年间（1293-1317年）             | 25.5（10.0英寸） | 东京都私人收藏               |
| 短刀                  | 国光（） | 新藤五国光         | — | 镰仓时代，永仁至正和年间（1293-1317年）             | —                | 大阪府私人收藏               |
| 短刀，会津新藤五（）# | 国光（） | 新藤五国光         | 曾经属于蒲生氏鄉，“会津”这个名字指的是他所控制的会津地区。                                                                          | 镰仓时期，13世纪晚期                                | 25.5（10.0英寸） | 广岛市私人收藏               |
| 刀                    | 无铭文   | 正宗               | 1609年以后刻有金镶嵌的铭文：城和泉守所持（）以及正宗磨上本阿（），本阿弥光德鉴定为正宗制刀；曾被津轻家所拥有；刀反：2.1（0.83英寸） | 镰仓时代，14世纪，元德年间前期（1329年）            | 70.8（27.9英寸） | 东京都东京国立博物馆         |
| 刀，观世正宗（）#     | 无铭文   | 正宗               | 原为能剧流派之一的观世流所拥有，明治维新后由德川家献给皇族，之后由高松家传承。                                                      | 镰仓时代，大约正应到嘉历年间（1288–1328年）         | 64.4（25.4英寸） | 东京都东京国立博物馆         |
| 刀，太郎作正宗（）#   | 无铭文   | 正宗               | — | 镰仓时代，大约正应到嘉历年间（1288–1328年）         | 64.3（25.3英寸） | 东京都前田育德会             |
| 刀，中务正宗（）#     | 无铭文   | 正宗               | 镶嵌金色铭文：正宗本阿花押（）；原是中务大辅本多忠胜所持，后传给德川家族；刀反：1.7（0.67英寸）                                     | 镰仓时代，14世纪，元德年间前期（1329年）            | 67.0（26.4英寸） | 东京都文化厅                 |
| 短刀，日向正宗（）#   | 无铭文   | 正宗               | 这把刀原是石田三成所有，他将这把刀给了他妹夫，在关原之战期间被日向国的水野胜成偷走了                                                | 镰仓时代，大约正应到嘉历年间（1288–1328年）         | 24.8（9.8英寸）  | 东京都三井紀念美術館         |
| 短刀，九鬼正宗（）#   | 无铭文   | 正宗               | — | 镰仓时代，14世纪，元德年间前期（1329年）            | 24.8（9.8英寸）  | 冈山县冈山市林原美术馆       |
| 短刀，庖丁正宗（）#   | 无铭文   | 正宗               | “庖丁”这个名字指的是刀异常短而宽的形状。除本刀之外，另外还有两把正宗的国宝“庖丁”。                                                  | 镰仓时代，14世纪，元德年间前期（1329年）            | 24.1（9.5英寸）  | 爱知县名古屋市德川美术馆     |
| 短刀，寺泽贞宗（）#   | 无铭文   | 贞宗               | 本刀原本是肥前唐津城主寺泽志摩守广高所有，他把这把刀传给了德川秀忠，后来又传给了纪州藩主德川赖宣。                                  | 镰仓时代，14世纪，大约元德到建武年间（1329–1338年） | 29.4（11.6英寸） | 东京都文化厅                 |
| 短刀，庖丁正宗（）#   | 无铭文   | 正宗               | “庖丁”这个名字指的是刀异常短而宽的形状。除本刀之外，另外还有两把正宗的国宝“庖丁”。                                                  | 镰仓时代，14世纪，元德年间前期（1329年）            | 21.8（8.6英寸）  | 东京都永青文库               |
| 短刀，庖丁正宗（）#   | 无铭文   | 正宗               | “庖丁”这个名字指的是刀异常短而宽的形状。除本刀之外，另外还有两把正宗的国宝“庖丁”。                                                  | 镰仓时代，大约正应到嘉历年间（1288–1328年）         | 21.7（8.5英寸）  | 大阪市锦秀会                 |
| 短刀，德善院贞宗（）# | 无铭文   | 贞宗               | 前田玄以（也被称为德善院)从丰臣秀吉那里得到了这把短刀，后来它在德川氏和松平氏的西城分支流传下来                                     | 镰仓时代，14世纪，大约元德到建武年间（1329–1338年） | 35.5（14.0英寸） | 东京都三井纪念美术馆         |
| 短刀，伏见贞宗（）#   | 无铭文   | 贞宗               | 带有刀剑鉴定师本间顺治的一枚红漆印章。                                                                                              | 镰仓时代，14世纪，大约元德到建武年间（1329–1338年） | —                | 兵库县西宫市黑川古文化研究所 |
| 刀，龟甲贞宗（）#     | 无铭文   | 贞宗               | 名称“龟甲”是指柄上的雕刻：六角内的菊花，形似龟甲；刀反：2.4（0.94英寸）                                                             | 镰仓时代，14世纪，大约元德到建武年间（1329–1338年） | 70.9（27.9英寸） | 东京都东京国立博物馆         |
| 太刀                  | 助真（） | 镰仓一文字助真（） | 镰仓一文字流派创始人所制，刀反：1.8（0.71英寸）                                                                                     | 镰仓时代，13世纪，大约在文永年间（1264-1275年）     | 67.0（26.4英寸） | 东京都东京国立博物馆         |
| 太刀                  | 助真（） | 镰仓一文字助真（） | 镰仓一文字流派创始人所制，原为德川家康所有                                                                                          | 镰仓时代，13世纪，大约在文永年间（1264-1275年）     | 71.2（28.0英寸） | 栃木县日光市日光东照宫       |

#### 备前国
由于靠近大陆，备前国成为早期的铁矿生产和刀剑锻造中心。此地刀剑锻造条件较为理想，有着优质的铁砂，且木炭和水也很容易获得，作为交通要道的山阳道又刚好穿过该地区。备前国也是唯一一个从平安时代到江户时代都一直持续生产刀剑的令制国。在古刀时代，长船周围的吉井川下游沿岸居住着大量技艺精湛的刀匠，使这里成为日本最大的刀剑锻造中心。备前国刀剑锻造不仅在数量上而且在质量上都处于领先地位；备前刀自古以来就以做工精湛而著称。以华丽奢华为标志的备前派在镰仓时代中期达到顶峰。13世纪时，备前国的主要流派如一文字派以及长船派的作品还仍旧保持着备前国最古老流派古备前的平安风格。13世纪后，可能是为了应对蒙古入侵者厚重的装甲，刀刃变得更宽，切先也变得更长。15世纪至16世纪时，由于对刀剑的需求量增大，导致刀剑生产进入大规模时期，品质也有所下降。备前传制刀常见较深的腰反、标准的身幅、刀重较厚并采用中切先。地肌则是板目肌，通常还伴随着映。刃纹是匂出来中的丁子乱刃。

##### 古备前

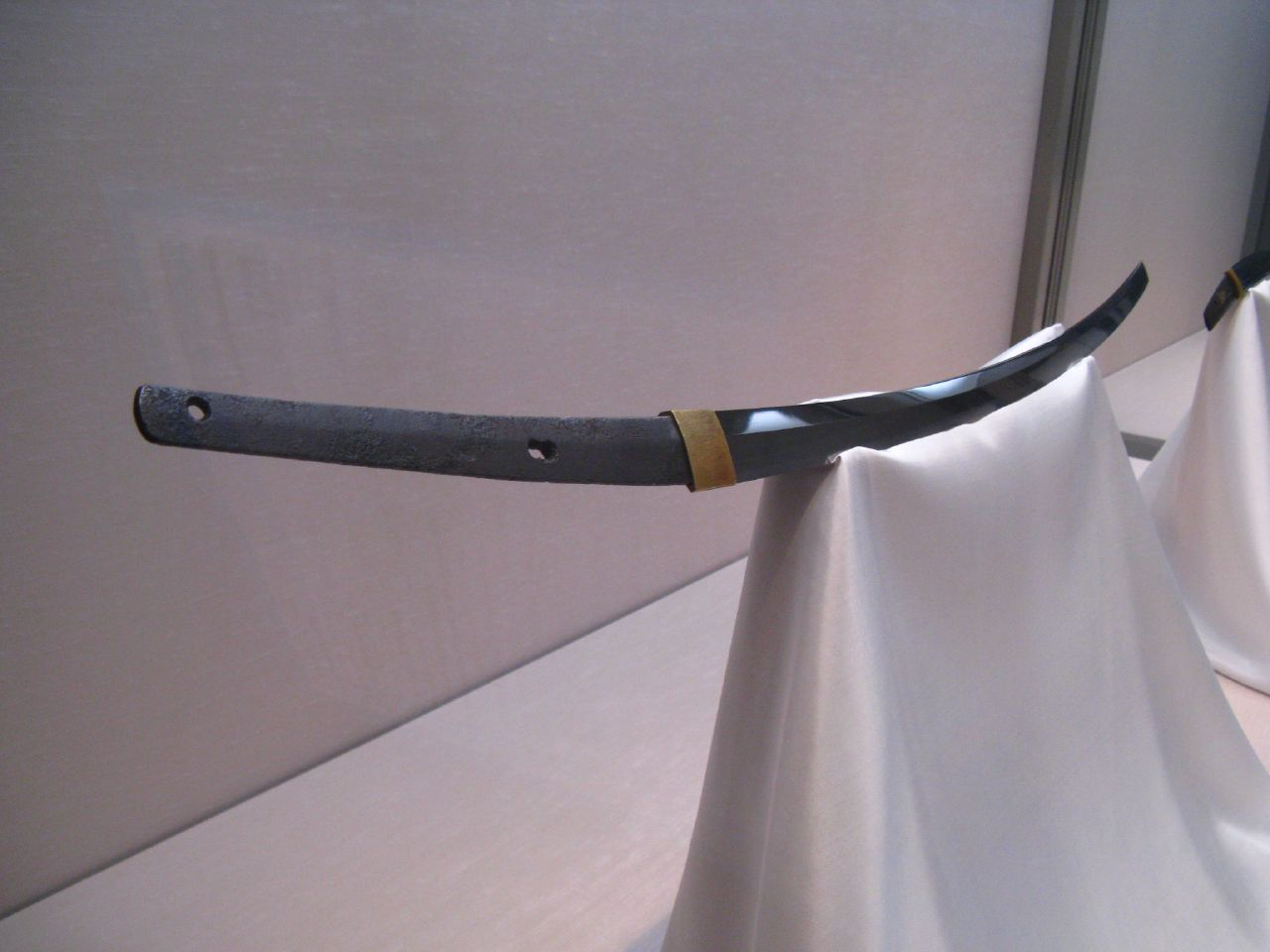
太刀，铭文为“备前国友成造 (備前国友成造)”

备前国最古老的刀剑锻造流派是古备前派。该派创立者友成生活在12世纪。该派在平安时代末期（10-15世纪）达到鼎盛，并一直持续到镰仓时代。除了友成，该派还有正恒和包平两位锻造大师。古备前派太刀一般都很薄，腰反较深并配有小切先。地肌为板目肌或小板目肌，而刃纹则是由沸与丁子和互目组合而成的细小乱刃。
| 类别/名称         | 铭文             | 工匠     | 备注 | 时代                                          | 长度             | 现在的位置                     |
| ----------------- | ---------------- | -------- | --- | --------------------------------------------- | ---------------- | ------------------------------ |
| 太刀              | 备前国友成造（） | 友成（） | 刀反：2.4（0.94英寸） | 平安时代，11世纪                              | 80.3（31.6英寸） | 东京都东京国立博物馆           |
| 太刀              | 友成作（）       | 友成（） | 由平宗盛传下来，刀反：3.0（1.2英寸）                                                                                            | 平安时代，12世纪                              | 79.3（31.2英寸） | 广岛县甘日市市严岛神社         |
| 太刀，大包平（）# | 备前国包平作（） | 包平（） | 名字“大包平”指的是刀刃巨大的尺寸，包平作品铭文通常仅有两字；曾是池田辉政所有，由池田家流传下来；刀反：3.5（1.4英寸）            | 平安时代，12世纪                              | 89.2（35.1英寸） | 东京都东京国立博物馆           |
| 太刀              | 正恒（）         | 正恒（） | 德川宗睦于1745年从德川吉宗手中接继承过这把刀                                                                                    | 平安时代，12世纪中叶，保元年间（1156–1159年） | 72.0（28.3英寸） | 东京都文化厅                   |
| 太刀              | 正恒（）         | 正恒（） | — | 平安时代，12世纪中叶，保元年间（1156–1159年） | 74.2（29.2英寸） | 东京都文化厅                   |
| 太刀              | 正恒（）         | 正恒（） | 在1745年德川吉宗退位时传给德川宗胜，后来又传到德川宗睦，刀反：2.8（1.1英寸），宽2.9（1.1英寸）                                  | 平安时代，12世纪中叶，保元年间（1156–1159年） | 71.8（28.3英寸） | 爱知县名古屋市德川美术馆       |
| 太刀              | 正恒（）         | 正恒（） | — | 平安时代，12世纪中叶，保元年间（1156–1159年） | 77.6（30.6英寸） | 东京都私人收藏(Aoyama Kikuchi) |
| 太刀              | 正恒（）         | 正恒（） | — | 平安时代，12世纪中叶，保元年间（1156–1159年） | —                | 大阪府私人收藏                 |
| 太刀              | 真恒（）         | 真恒（） | 刀反：3.9（1.5英寸） | 平安时代，11世纪末期，承历年间（1077–1081年） | 89.4（35.2英寸） | 静冈县静冈市久能山东照宫       |
| 太刀              | 信房作（）       | 信房（） | 17世纪江户时代所配的金漆梨地丝卷太刀拵也是国宝。刀装由金、赤铜、木、漆以及丝绸制作，全长112.1（44.1英寸）.刀反：2.3（0.91英寸） | 平安时代，12世纪                              | 76.1（30.0英寸） | 山形县鹤冈市致道美术馆         |

##### 一文字派
一文字派是平安时代晚期由则宗创立的。该派与长船派一起是备前传的主要分支之一，一直持续到镰仓时代，在镰仓中期之前达到了繁荣的顶峰。“一文字”（一文字意思是文字“一”）指的是该派所制作刀剑上的铭文。该派许多刀剑工匠在刀剑上制作的铭文为一个水平的横线（形似汉字“一”）。有铭文的刀剑一般铭文仅包含工匠的名字或者“一”加上工匠的名字，甚至也有无铭文的刀剑存世。从早期的一文字派作品来看，刀剑上的铭文“一”的看起来像是一条对角线，可能是一个标记而不是一个字符。然而，从镰仓时代中期开始，铭文“一”逐渐成为该派的一个特征而不仅仅是一个记号。有些一文字派工匠居住在福冈、长船町，还有一些住在吉冈村。他们分别被称为福冈一文字和吉冈一文字，并活跃到了镰仓时代中期和晚期。
则宗等早期一文字派工匠的作品工艺与古备前派相似，其太刀通常身幅较窄，较深的腰反，踏张以及小切先。刃纹通常是细小的乱刃或细小的乱刃混合带有细小的沸的小丁子乱刃。
在镰仓时代中期，太刀有着较宽的地肌，尺寸较大，但切先较短如猪首切先。刃纹带有匂出来、宽度不规则的丁子乱刃或者重花丁子。尤其待有一文字铭文的太刀，其刃纹大多是宽丁子乱刃。这一时期的一文字派作品的刃纹是古刀制作工匠中最华丽的之一 ，可以与正宗和他弟子们的作品相媲美。镰仓时代中期，一文字派最具特色的作品由吉房、助真和则房所制作。至今传世作品最多的是吉房，而则房的作品事实上可能是来自几个使用同一铭文的工匠。
| 类别/名称             | 铭文                                                  | 工匠           | 备注 | 时代                                        | 长度             | 现在的位置               |
| --------------------- | ----------------------------------------------------- | -------------- | --- | ------------------------------------------- | ---------------- | ------------------------ |
| 太刀，日光一文字（）# | 无铭文                                                | 福冈一文字（） | 原本是黑田家收藏的一部分，由北条家流传下来；刀反：2.4（0.94英寸）                                                | 镰仓时代，13世纪                            | 67.8（26.7英寸） | 福冈县福冈市福冈市博物馆 |
| 太刀，山鸟毛（）      | 无铭文                                                | 福冈一文字（） | 刃纹于野鸡的羽毛相似，因此得名：山鸟毛（）                                                                       | 镰仓时代                                    | 79.0（31.1英寸） | 冈山县私人收藏           |
| 太刀                  | 则宗（）                                              | 则宗（）^      | 刀反：2.8（1.1英寸）                                                                                             | 镰仓时代早期，元历到承元年间（1184–1211年） | 78.4（30.9英寸） | 东京都日枝神社           |
| 太刀，冈田切吉房（）  | 吉房（）                                              | 吉房（）       | 织田信长的刀，他的儿子织田信雄用它在小牧、长久手之战中杀死了冈田重孝。 也被称为冈田切（）, 刀反：2.1（0.83英寸） | 镰仓时代，13世纪                            | 69.1（27.2英寸） | 东京都东京国立博物馆     |
| 太刀                  | 吉房（）                                              | 吉房（）       | 以前是丰臣秀吉，后来被授予德川家康的仆从竹腰正信；随后由竹腰的后代拥有                                           | 镰仓时代，13世纪                            | 70.6（27.8英寸） | 东京都东京国立博物馆     |
| 太刀                  | 吉房（）                                              | 吉房（）       | — | 镰仓时代，13世纪                            | —                | 东京都私人收藏           |
| 太刀                  | 吉房（）                                              | 福冈吉房（）   | 曾有许多人拥有过这把刀，最终在在平家一族中代代相传；刀反：2.65（1.04英寸）                                       | 镰仓时代，13世纪                            | 71.2（28.0英寸） | 冈山县冈山市林原美术馆   |
| 太刀                  | 吉房（）                                              | 福冈吉房（）   | 由德川家传承下来                                                                                                 | 镰仓时代，13世纪                            | 73.9（29.1英寸） | 广岛县私人收藏           |
| 太刀                  | 吉平（）                                              | 福冈吉平（）   | — | 镰仓时代，仁治到建长年间（1240–1256年）     | —                | 东京都私人收藏           |
| 太刀                  | 助包（）                                              | 福冈助包（）   | 由鸟取藩的池田氏传承                                                                                             | 镰仓时代                                    | 77.7（30.6英寸） | 大阪府私人收藏           |
| 太刀                  | 则房（）                                              | 福冈则房（）   | 由鸟取藩的池田氏传承；刀反：3.2（1.3英寸）                                                                       | 镰仓时代，13世纪                            | 77.3（30.4英寸） | 广岛县私人收藏           |
| 刀                    | 无铭文                                                | 福冈则房（）   | — | 镰仓时代                                    | —                | 东京都私人收藏           |
| 太刀                  | 一备前国吉冈住左近将监纪助光（）, 南无 八幡大菩萨（） | 吉冈助光（）   | 刀反：3.9（1.5英寸）                                                                                             | 镰仓时代，1322年3月                         | 82.4（32.4英寸） | 大阪府私人收藏           |
| 薙刀                  | 一备州吉冈住左近将监纪助光（）                        | 吉冈助光（）   | 由加贺藩的前田氏传承                                                                                             | 镰仓时代，1320年                            | 56.7（22.3英寸） | 大阪府私人收藏           |

##### 长船派
长船流派由光忠于镰仓时代中期在长船创立，一直持续到室町时代末期。很长一段时间以来，该派都是备前传中最繁盛的流派，锻造大师辈出。光忠之子长光（又名顺庆长光）为第二代当家，景光为第三代。
长船派作品的刀姿与一文字派相似，也都具有这一时期的特色，包括采用较宽的身幅和猪首切先。在13世纪以后，刀的反逐渐从腰反演变为华表反。而其他的特征则取决于各个工匠的个人风格。以刃纹来说，光忠采用了一文字派风格的大丁子乱刃混合重花丁子以及独特的蛙子丁子；长光的作品则具有不同图案的丁子乱刃并混合有互目乱刃。从景光开始，刃纹趋向于直刃以及互目乱刃。景光也被认为是肩落互目的首创者。光忠作品的帽子是带有短返或者烧诘的乱刃。长光和景光则惯常采用三作帽子。景光也因其杰作“小龙景光”而被称为是最优秀的雕刻师之一。
| 类别/名称                  | 铭文                           | 工匠     | 备注 | 时代                                            | 长度               | 现在的位置                           |
| -------------------------- | ------------------------------ | -------- | --- | ----------------------------------------------- | ------------------ | ------------------------------------ |
| 太刀，小龙景光（）         | 备前国长船住景光（）           | 景光（） | 楠木正成的刀，因刀刃表面有一个龙形浮雕，也被称为窥龙景光（），刀反：2.7（1.1英寸） | 镰仓时代，1322年5月                             | 80.6（31.7英寸）   | 东京都东京国立博物馆                 |
| 刀，生驹光忠               | 无铭文                         | 光忠（） | 因其之前的主人生驹亲正，也被称为生驹光忠（）；带有一个花押和由鉴赏家本阿弥光德（）制作的镶金铭文：光忠（） | 镰仓时代，历仁至宽元年间（1238–1247年）         | —                  | 东京都永青文库                       |
| 太刀                       | 光忠（）                       | 光忠（） | 德川纲诚于1698年从德川纲吉手中接过此刀；刀身刀反：2.3（0.91英寸） | 镰仓时代，历仁至宽元年间（1238–1247年）         | 72.4（28.5英寸）   | 爱知县名古屋市德川美术馆             |
| 刀                         | 光忠（）                       | 光忠（） | 镶金铭文 | 镰仓时代，历仁至宽元年间（1238–1247年）         | —                  | 大阪府私人收藏                       |
| 太刀，大般若长光（）#      | 长光（）                       | 长光（） | 名称中的“大般若”指的是《大般若经》。这把刀在室町时代期间的价值与经书的600卷有关。据说曾属足利家所有，之后由织田信长在姊川之战中把它交给了德川家康，德川家康又在长篠之战中把它交给了奥平信昌； 刀反：2.9（1.1英寸） | 镰仓时代，13世纪，建长至正应年间（1249–1293年） | 73.6（29.0英寸）   | 东京都东京国立博物馆                 |
| 太刀，远江长光（）#        | 长光（）                       | 长光（） | 被明智光秀从安土城盗走，后来先后为前田利长和德川纲吉所有，1709年由德川家宣传给德川吉通 | 镰仓时代，13世纪，建长至正应年间（1249–1293年） | 72.4（28.5英寸）   | 爱知县名古屋市德川美术馆             |
| 太刀                       | 长光（）                       | 长光（） | — | 镰仓时代，13世纪，建长至正应年间（1249–1293年） | —                  | 东京都东京国立博物馆                 |
| 太刀                       | 备前国长船住左近将监长光造（） | 长光（） | 刀反：2.7（1.1英寸） | 镰仓时代，13世纪，建长至正应年间（1249–1293年） | 78.7（31.0英寸）   | 冈山县冈山市林原美术馆               |
| 太刀，熊野三所权现长光（） | 熊野三所权现长光（）           | 长光（） | 刀反：2.9（1.1英寸） | 镰仓时代，13世纪，建长至正应年间（1249–1293年） | 78.0（30.7英寸）   | 静冈县私人收藏                       |
| 太刀                       | 备前国长船住左兵卫尉景光（）   | 景光（） | — | 镰仓时代，1329年7月                             | 82.4（32.4英寸）   | 埼玉县埼玉市埼玉县立历史和民俗博物馆 |
| 薙刀                       | 备前国长船住人长光造（）       | 长光（） | 茎长：63.5（25.0英寸） | 镰仓时代，14世纪                                | 44.2（17.4英寸）   | 静冈县三岛市佐野美术馆               |
| 短刀                       | 备州长船住景光（）             | 景光（） | 原为上杉谦信所有，刀刃上刻有“秩父大菩萨（）”字样，刀身略有弯曲 | 镰仓时代，1323年                                | 28.3（11.1英寸）   | 埼玉县埼玉市埼玉县立历史和民俗博物馆 |
| 太刀                       | 景光（）                       | 景光（） | 16世纪安土桃山时代后期所配的金漆梨地丝卷太刀拵也是国宝。刀装由金、赤铜、木、漆以及丝绸制作，全长109（43英寸）；由织田信长赠送给忠次（），以表彰他在长篠之战上的出色表现；刀反：2.9（1.1英寸）                      | 镰仓时代，14世纪 towards 1333                   | 77.3（30.4英寸）   | 山形县鹤冈市致道美术馆               |
| 太刀                       | 备前国长船住近景（）           | 近景（） | 刀反：2.8（1.1英寸） | 镰仓时代，1329年                                | 80.5（31.7英寸）   | 大阪府私人收藏                       |
| 短刀                       | 备州长船住长重（）             | 长重（） | 刀身向开刃侧略微弯曲，内反 | 南北朝时代，1334年                              | 26.06（10.26英寸） | 东京都私人收藏                       |
| 大太刀                     | 备州长船伦光（）               | 伦光（） | 由备州长船分家的金光家族传承；刀反：5.8（2.3英寸） | 南北朝时代，1366年2月                           | 126（50英寸）      | 栃木縣日光市日光二荒山神社           |

##### 三郎国宗派
与长船派一样，三郎国宗派也位于长船町，但刀匠的世系传承与光忠派不同。“三郎”这个名字是指流派的创始人国宗是国真的第三个儿子。国宗后来移居相模国，与一文字助真一起开创了相州传。国宗有前后两代人，但其作品很难区分。该派作品的工艺与同时期其他锻造工匠的相似，但带有刃染的粗糙地肌。
| 类别/名称 | 铭文     | 工匠      | 备注 | 时代             | 长度             | 现在的位置                   |
| --------- | -------- | --------- | --- | ---------------- | ---------------- | ---------------------------- |
| 太刀      | 国宗（） | 国宗（）^ | 刀反：3.3（1.3英寸），对接宽度：3.3（1.3英寸），近刀锋处宽度：2.15（0.85英寸） | 镰仓时期，13世纪 | 81.7（32.2英寸） | 栃木縣，日光市，日光东照宫   |
| 太刀      | 国宗（） | 国宗（）^ | 第二次世界大战后被驻日美军没收，随后丢失，但在1963年偶然被重新发现，一年后由美国沃尔特·康普顿博士（日本海外最大的日本刀剑收藏家之一）送回照国神社，刀反：2.7（1.1英寸），对接宽度：3.3（1.3英寸），近刀锋处宽度：2.1（0.83英寸） | 镰仓时期，13世纪 | 81.3（32.0英寸） | 鹿儿岛县，鹿儿岛市，照国神社 |
| 太刀      | 国宗（） | 国宗（）^ | — | 镰仓时期，13世纪 | 72.6（28.6英寸） | 东京都小松安弘产业，私人收藏 |
| 太刀      | 国宗（） | 国宗（）^ | 自1739年在尾張德川家流传下来，刀反：2.7（1.1英寸），对接宽度：3.2（1.3英寸），近刀锋处宽度：2.1（0.83英寸） | 镰仓时期，13世纪 | 80.1（31.5英寸） | 爱知名古屋德川美术馆         |

#### 其他令制国

##### 越中国

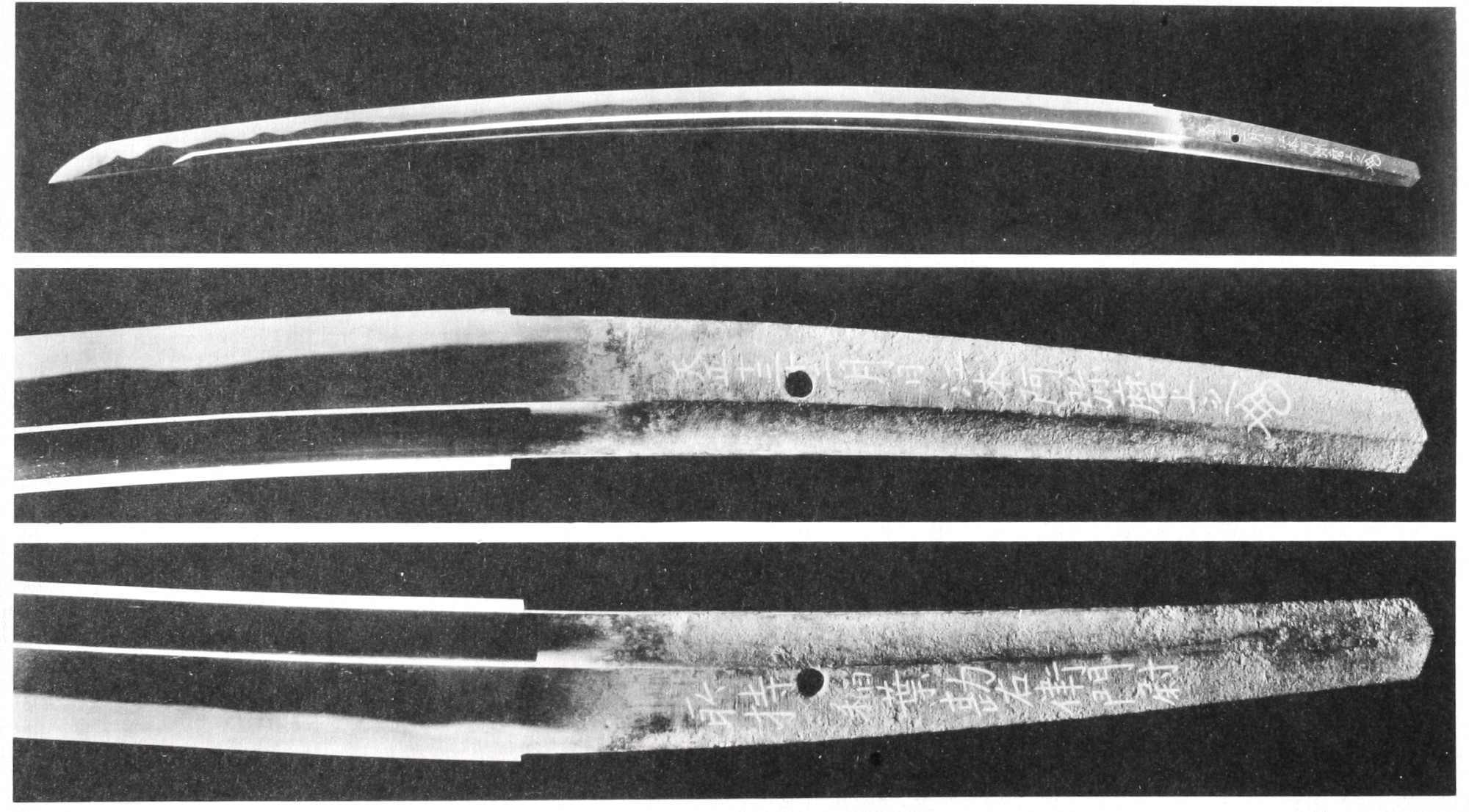
乡义弘制作的稻叶江

正宗的十弟子中的两位，典重和乡义弘，在镰仓时代末期居住在越中国。虽然乡义弘的作品都没有署名，但现存有典重署名的短刀和太刀。典重的一把短刀和乡义弘的两把刀已被指定为国宝。一般来说，典重所制作刀具的姿是这一时代的典型代表，其短刀采用内反式样，带有不是很圆的胀，刀重较厚而庵栋的坡度稍微有点陡峭。地肌一般是带有较厚地沸的松皮肌，沿着大肌会有许多地景。地铁与正宗或乡义弘的都不太一样。典重的作品，刃纹相对较宽，由带着明亮和较大的沸的湾刃与带有丁子乱刃或者互目乱刃的直刃相混合而成。乡义弘制作了具有各种刀姿的刀剑，包括采用小切先和较窄的身幅，或者大切先配较宽的身幅。其作品的地肌与山城国粟田口派作品的地肌相同：地铁质地较软、小杢目肌与波浪形大肌混合。较厚的地沸组成带有地景的汤走。帽子的刃纹是带有足和很多沸的一枚帽子或一文字帽子。返则是短返或者烧诘。
| 类别/名称       | 铭文     | 工匠                | 备注 | 时代                                        | 长度             | 现在的位置       |
| --------------- | -------- | ------------------- | --- | ------------------------------------------- | ---------------- | ---------------- |
| 短刀            | 则重（） | 则重（）            | 也被称为日本第一则重（） | 镰仓时代晚期，延庆至嘉历年间（1308-1329年） | 24.6（9.7英寸）  | 东京都永青文库   |
| 刀，富田江（）# | 无铭文   | 乡义弘、江义弘（）* | 由富田氏后人传承 | 南北朝时代早期，14世纪                      | —                | 东京都前田育德会 |
| 刀，稻叶江（）# | 无铭文   | 乡义弘、江义弘（）* | 金镶嵌铭文由本阿光德（）所书：天正十三 十二月 日 江 本阿弥磨上之(花押) 所持 稻叶勘右卫门尉（），稻叶氏流传；刀反：2.0（0.79英寸） | 南北朝时代早期，14世纪                      | 70.8（27.9英寸） | 东京都私人收藏   |

##### 备中国
备中国的主流派系是以现在位于仓敷的地方命名的青江派。该派出现于平安时代末期，并在随后的镰仓时代蓬勃发展。青江派迅速崛起，其作品品质也很快得到认可。后鸟羽天皇的12名御番锻冶中就有3名工匠出自该派。古青江派（历仁年间之前，约1238至1239年）有5把太刀最终被指定为日本国宝。古青江派由两个流派组成，两家的制剑风格相似，并未随着时间的流逝而变化。其中一个流派的创立者为康次，其代表人物有贞次、为次、康次（列表中所提）和守利。后一个流派名为“妹尾”，其创立者为则高，其工艺承继自正恒等大师。青江派一般制作带有小切先和深腰反的细长太刀，这一流派的一个显著特征就是地肌一般是缩缅肌或墨铁。刃纹是乱刃上具有带着足和叶的直刃。帽子则是乱刃入或带有短返和烧诘的直刃。
| 类别/名称  | 铭文     | 工匠      | 备注                                                                             | 时代                   | 长度             | 现在的位置                 |
| ---------- | -------- | --------- | -------------------------------------------------------------------------------- | ---------------------- | ---------------- | -------------------------- |
| 太刀       | 贞次（） | 贞次（）^ | 刀反：2.4（0.94英寸）, 元幅：2.9（1.1英寸）                                      | 镰仓时代，13世纪上半叶 | 77.1（30.4英寸） | 东京都私人收藏             |
| 太刀       | 守利（） | 守利（）  | —                                                                                | 镰仓时代，元仁年间前后 | —                | 大阪府私人收藏             |
| 太刀       | 正恒（） | 正恒（）  | 1736年由德川吉宗献给鹤冈八幡宫，刀反：3（1.2英寸）, 元幅：3（1.2英寸）           | 镰仓时代，13世纪上半叶 | 78.2（30.8英寸） | 神奈川县镰仓市鹤冈八幡宫   |
| 太刀，狐崎 | 为次（） | 为次（）  | 因为在静冈县清水区，也被称为狐崎（），刀反：3.4（1.3英寸）, 元幅：3.2（1.3英寸） | 镰仓时代，13世纪上半叶 | 78.8（31.0英寸） | 山口县岩国市吉川报效会（） |
| 太刀       | 康次（） | 康次（）  | 由足利义昭献给岛津义久，刀反：3.5（1.4英寸），元幅：3.6（1.4英寸）               | 镰仓时代，13世纪上半叶 | 85.2（33.5英寸） | 岐阜县高山市崇教真光       |

##### 伯耆国

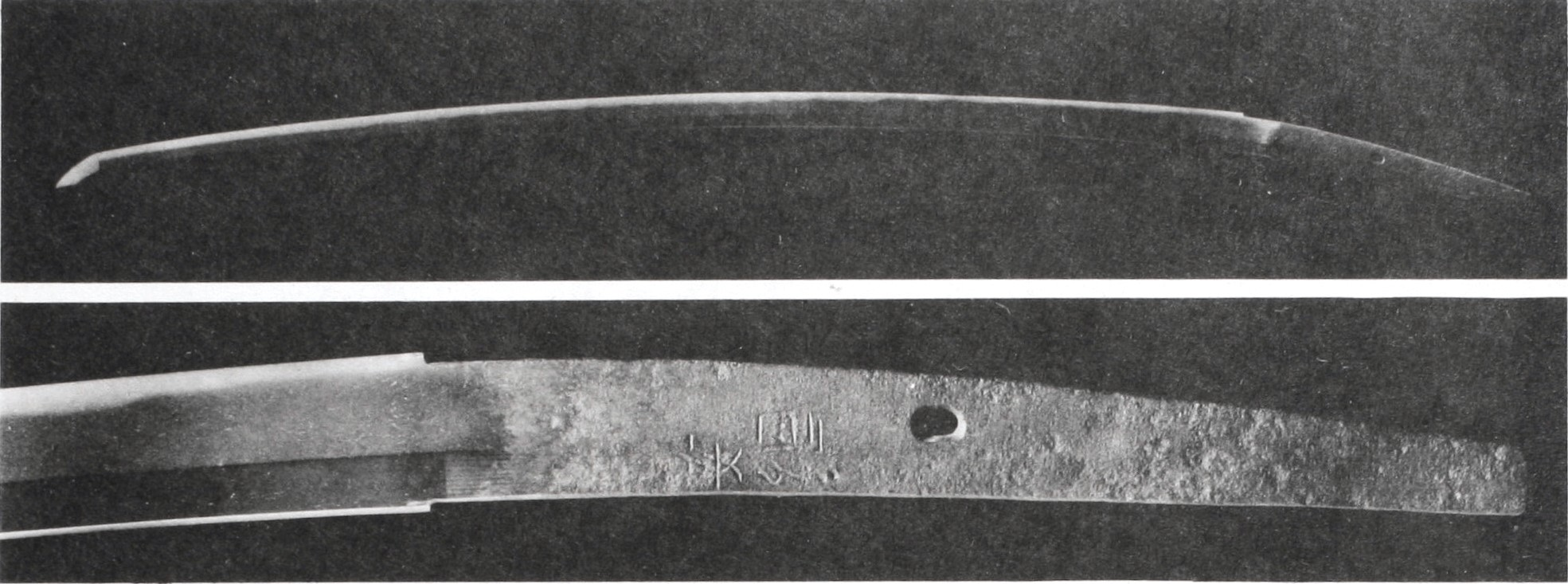
童子切

生活在伯耆国的安纲，其作品要早于古备前派。尽管一些早期的资料可以追溯刀9世纪初，但他可能是与三条宗近同时代，同是最早锻造日式弯刀的两位工匠。安纲建立了同名的制刀流派。安纲派有两把太刀被指定为国宝：一是安纲的“童子切安纲”，被誉为“日本刀第一”；另一把则是来自安纲的学生安家。童子切安纲采用华表反、独特的踏张以及小切先，其地肌是带有大量地沸的杢目肌，刃纹则是由较厚的 和丰富的小沸组成的小乱刃。刃纹中也会呈现出生动的足、叶和金筋。包括安家在内的流派内其他成员的作品所共有的特点，是粗糙的杢目肌，地沸、地景和较黑的地铁。刃纹则是由沸、金筋和砂流组成的细小乱刃。
| 类别/名称              | 铭文     | 工匠         | 备注 | 时代                                      | 长度             | 现在的位置           |
| ---------------------- | -------- | ------------ | --- | ----------------------------------------- | ---------------- | -------------------- |
| 太刀                   | 安家（） | 安家（）     | 带有黑色调的表面和独特的斑点图案，典型的伯耆國刀剑，由黑田氏传承，只有安江的作品才能确定；刀反3.2（1.3英寸）                                                     | 平安时代，12世纪，平治年间前后(1159-1160) | 77.3（30.4英寸） | 京都京都国立博物馆   |
| 太刀，童子切安纲（） # | 安纲（） | 伯耆安纲（） | 天下五剑之一，传说中的源赖光用它杀死了住在山附近、长着一张男孩脸的酒吞童子（）。由足利氏赠送给织田信长，随后又由丰臣秀吉和德川家康先后拥有；刀反：2.7（1.1英寸） | 公元10-11世纪，平安时代中期               | 80.0（31.5英寸） | 东京都东京国立博物馆 |

##### 筑前国、筑后国、丰后国
由于地理位置上与朝鲜以及中国大陆较为接近，九州从很早时期就受到前者的丰富文化交流促进，从而开始了铁器的生产。刀剑锻造工匠自平安时代起开始活跃起来。最初，大和派在全九州岛的影响都很显著。然而，由于与其他令制国制刀工坊聚集地相距较远，九州的刀剑锻造风格一直保持较为古旧的风格，并未有太大的创新。九州产刀的风格较为经典。旧九州地区的刀剑工匠以丰后国的丰后行平、活跃于筑后国的三池流以及萨摩国的波平流为代表。三池光世和丰后行平各有一把刀被定为九州地区的日本国宝，除此之外还有五把14世纪的刀。这些国宝刀分别出自筑后、筑前以及丰后这三个令制国。通常，九州所制刀剑的特征是其刀姿较为老派，有着较宽的镐线。地肌则是杢目肌趋近于柾目肌或转变为绫杉肌。地铁较软且伴随有地沸和地景。刃纹则是在直刃基础上由沸组成的细小乱刃。刃纹的边缘位于刃区的上方。
左卫门三郎安吉（或称左、左文字）的作品与九州其他工匠的作品相比要复杂的多。作为正宗的弟子，其风格深受相模传的影响，这在其作品中显而易见。左文字派从镰仓时代末期一直活跃刀了南北朝时代初期，并创建了行弘所属筑前国左文字派。该派主要制作短刀以及一些太刀。左文字派在南北朝时代中有很大的影响。在风格上，左文字派作品的姿有着镰仓时代末期的典型特征，刀重较厚，略大的切先以及一把特别短、约24（9.4英寸）的短刀。
| 类别/名称                 | 铭文             | 工匠         | 备注 | 时代                                                  | 长度             | 现在的位置             |
| ------------------------- | ---------------- | ------------ | --- | ----------------------------------------------------- | ---------------- | ---------------------- |
| 太刀，江雪左文字          | 筑州住左（）     | 左文字（）*  | 原是后北条家的家臣板部冈江雪斋的佩刀，之后由德川家康传给德川赖宣，最终由纪州德川家代代相传                                                       | 南北朝时代早期，14世纪，建武至应历年间（1334–1342年） | 78.1（30.7英寸） | 广岛县私人收藏         |
| 短刀，太阁左文字          | 筑州住左（）     | 左文字（）*  | — | 南北朝时代早期，14世纪，建武至应历年间（1334–1342年） | 23.6（9.3英寸）  | 东京都私人收藏         |
| 太刀，大典太（）#         | 光世作（）       | 三池光世（） | 天下五剑之一，得名自其华丽庄严的刀姿。刀反为2.7（1.1英寸）                                                                                       | 平安时代，11世纪，承保年间（1074–1077年）             | 66.1（26.0英寸） | 东京都前田德育会       |
| 太刀，古今传授的太刀（）# | 丰后国行平作（） | 行平（）     | 这把刀在田边诚之战中被授予给诗人乌丸光广，细川藤孝在《古今传授》中提到了这一段；后来在昭和时代，这把刀又回到了细川家的手中；刀反：2.8（1.1英寸） | 镰仓时代，约1200年                                    | 80（31英寸）     | 东京都永青文库         |
| 大太刀                    | 无铭文           | 丰后友行（） | 大森彦七（）最喜爱的刀，由其孙大森直治（）在1470年敬献给大山祇神社；刀反：5.4（2.1英寸）                                                         | 南北朝时代，14世纪                                    | 180（71英寸）    | 爱媛县今治市大山祇神社 |
| 短刀                      | 筑州住行弘（）   | 行弘（）     | 身幅为2.2（0.87英寸）, 刀重厚0.6（0.24英寸） | 南北朝时代，1350年8月                                 | 23.5（9.3英寸）  | 茨城县土浦市           |
| 短刀                      | 左（）           | 左文字（）*  | 丰臣秀吉最喜爱的刀具之一，由纪州藩的德川家族代代相传。                                                                                           | 南北朝时代早期，14世纪，建武至应历年间（1334–1342年） | 23.6（9.3英寸）  | 广岛县私人收藏         |

### 刀装
为了保护和保存，一把已经抛光的日本刀剑需要配一个刀鞘，这在日语中被叫做拵，也称为刀装。一具完整装备的刀装包括一副涂漆的鞘身、一个带鲛革的刀柄、一枚刀锷以及一些装饰性的金属配件。尽管最早这些装具的作用是保护刀剑避免在不使用时受到损坏，但从很早期开始，日本的刀装就已经成为了身份的象征，并被用于增加个人威仪。从平安时代开始，人们就对战斗用的刀剑和礼仪用的刀剑进行了明确的区分。太刀以刀刃向下的形式用两条绳子或者链条悬挂在佩戴者的腰带上，悬挂用的绳索系在刀鞘的两个孔眼上。
饰太刀式刀装承袭了中国古代直刀的传统式样，直到室町时代都一直被日本贵族用于宫廷仪式。随刀装配备有一把刀身极窄且未开锋的太刀。刀鞘上安装了两个山形金属配件用来装连接用的带子，这两个山形件中间的刀鞘部分被管状件包覆着。刀柄上一般装饰着鲛革，而刀鞘通常以莳绘和螺钿装饰。
另一种在平安时代中期流行起来的刀装形式是毛拔形，以形状独特的刀柄命名，刀柄沿中心刺穿。在这种风格中，刀柄配有装饰性的边框，不包含任何木质覆盖物。和饰太刀式一样，这种刀装也被用于仪式中，例如在伊势神宫的表演中。
从平安时代末期到镰仓时代，十分流行为太刀配兵库锁。这种刀装的刀鞘和刀柄边缘都装饰着一个长长的装饰性边框。这一设计最初用于战斗，由高级将领穿戴，并配有盔甲。但到了镰仓时代，因其华丽的外观而被用于供奉给寺庙和神社。此时其所配备的刀并不做实际使用。
在镰仓和室町时代期间，武士除了佩戴大太刀外，还佩戴一把被称为“腰刀”的短刀。腰刀和后来的武士刀一样被直接挂在腰带上。这些刀因为刀鞘的嘴直接与刀柄相接，而没有镡介入，相应的刀装样式也被称为“合口”。
| 刀的类型 | 刀装样式 | 时代                 | 设计和材质 | 备注                                                                                                   | 刀长               | 全长              | 现在的位置                                             |
| -------- | -------- | -------------------- | --- | --- | ------------------ | ----------------- | ------------------------------------------------------ |
| 太刀     | 饰太刀   | 平安时代，12世纪     | 金属配件饰有镀金镂空菊花图案，银底高浮雕，刀鞘饰有长尾鸟羽，镶嵌在梨地漆珍珠母贝上。刀身略微弯曲，体现出了与来自中国的原型的不同。     | 刀装在广桥家（）流传下来                                                                               | —                  | 103.3（40.7英寸） | 东京都东京国立博物馆                                   |
| 太刀     | 兵库锁   | 镰仓时代，13世纪     | 刀鞘装饰有鸟羽、梨地漆面、珍珠母镶嵌以及金饰，刀身铭文为一（）                                                                         | 一文字制作的刀，因在上杉家族中流传下来而又称作上杉太刀（），之后被献给三嶋大社，在明治年间被赠送给皇室 | 76.06（29.94英寸） | 105.4（41.5英寸） | 东京都东京国立博物馆                                   |
| 太刀     | 兵库锁   | 南北朝时期，1385年   | 材质为木、银、金和铜；刀无铭文 | 供奉足利义满的神社内                                                                                   | —                  | 126（50英寸）     | 奈良县，奈良市，春日大社                               |
| 太刀     | 毛拔形   | 平安时代             | 配有金地螺鈿莳绘刀鞘 | 刀已经生锈，不能拔出来                                                                                 | —                  | —                 | 奈良县，奈良市，春日大社                               |
| 刀       |          | 南北朝时代，1385年   | 刀无铭文 | 以菱（）制作，附有一口杉木盒                                                                           | —                  | 73（29英寸）      | 奈良县，奈良市，春日大社                               |
| 太刀     | 毛拔形   | 镰仓时代             | 刀无铭文；沃悬地以及狮子纹 | — | —                  | —                 | 奈良县，奈良市，春日大社                               |
| 太刀     | 兵库锁   | 镰仓时代             | 刀无铭文；沃悬地酢浆平纹 | — | —                  | —                 | 奈良县，奈良市，春日大社                               |
| 太刀     | 兵库锁   | 镰仓时代             | 刀无铭文；沃悬地酢浆纹 | — | —                  | —                 | 奈良县，奈良市，春日大社                               |
| 太刀     | —        | 平安时代末期，12世纪 | 刀鞘和手柄周围环绕着细长的镀银铜薄片（蛭卷）                                                                                           | 没有刀                                                                                                 | —                  | 104.1（41.0英寸） | 和歌山县，葛城町，丹生都比卖神社；由东京国立博物馆保管 |
| 腰刀     | 合口     | 室町时代             | 刀上铭文为：友成作（）；梨地桐木纹螺钿工艺                                                                                             | 刀身曾被火烧，之后经过重新淬火；据说属于足利尊氏                                                       | 20.3（8.0英寸）    | 37.2（14.6英寸）  | 廣島縣，廿日市市，严岛神社                             |
| 腰刀     | 合口     | 镰仓时代             | 刀无铭文；刀柄和刀鞘为包金梨地，刀柄上镶嵌有赤铜的菊花图案                                                                             | 刀据传属当麻派制作                                                                                     | 26.5（10.4英寸）   | 30.8（12.1英寸）  | 山口县，防府市，毛利博物馆                             |
| 太刀     | 兵库锁   | 镰仓时代，14世纪     | 刀无铭文；手柄以白色鲛革包覆，配件表面装饰有小圆块鱼子地，带牡丹鎏金镂空唐草纹高浮雕，刀鞘在鎏金青铜底上刻有牡丹线条，镡饰有唐草宽边饰 | 被认为是由护良亲王供奉给神社的                                                                         | 60.9（24.0英寸）   | 97（38英寸）      | 爱媛县，今治市，大山祇神社                             |

### 期刊来源
- 渡边妙子（日语：渡邉妙子）, , 華やかな日本刀　備前一文字, 2007-11-10: 68 （日语）